# 平安橋
平安橋（へいあんばし）は、山口県萩市の新堀川に架かる橋で、日本百名橋、萩市の有形文化財に選ばれた。

## 概要
今日ある橋は、明和年間（1764-1772）に石橋へと架け替えられたもので、山口県内では石造の刎橋形式ともとれるゲルバー桁橋が多くある。また、橋の北側には「平安古乃総門址」の碑がある。

## 歴史
1622年、萩城の外堀がつくられた。遅くとも1652年までに北、中、平安古（ひやこ）の総門（三ノ丸と城下町を分ける門）の近くに3橋が架けられた（萩城下絵図）。これらの門は、夜間は閉まり、手形がないと通ることができなかった。
明和年間に架け替えられ、1962年1月に萩市の指定有形文化財となった。